# Corteccia cingolata anteriore
La corteccia cingolata anteriore (ACC, anterior cingulate cortex) è la parte della corteccia cerebrale situata nella regione superiore della superficie mediale dei lobi frontali, è la parte anteriore del lobo limbico, che segue il decorso del sottostante corpo calloso.
L'ACC è un'area integrativa che stabilisce connessioni dirette con altri importanti centri sottocorticali coinvolti nell'elaborazione affettiva, come l'insula e l'amigdala, e aree prefrontali di stampo maggiormente cognitivo ed esecutivo, come la corteccia prefrontale. Date queste connessioni, è stata definita da alcuni il "ponte tra cognizioni ed emozioni", in quanto permette di elaborare cognitivamente informazioni di tipo emotivo, svolgendo un ruolo importante quindi nei processi di regolazione emotiva .
Due ricercatori della Harvard Medical School, Keren Haroush e Ziv M. Williams, hanno dimostrato che un gruppo di neuroni situato nella parte dorsale dell'ACC gioca un ruolo fondamentale nell'anticipazione delle intenzioni e azioni altrui, permettendo di conseguenza al soggetto di prendere decisioni vantaggiose in un contesto sociale.
Questa area cerebrale è particolarmente attiva in un individuo soggetto a stress o in soggetti paranoici.
Gli studi sull'ACC costituiscono un importante punto di partenza per arrivare a comprendere parte dei correlati neurobiologici di alcuni disturbi psichici, quali:
- comportamenti schizofrenici
- disturbi ossessivo-compulsivi
- Paranoie e fissazioni
- Sindromi Disesecutive

Nel caso dei pazienti schizofrenici ad esempio, la corteccia non funziona nel modo giusto: mancano alcuni freni inibitori che a seconda dei casi possono determinare i comportamenti più "originali".
Nel caso dei pazienti ossessivo-compulsivi accade esattamente l'opposto: i segnali di allarme dell'inconscio sono eccessivi rispetto alla situazione ed all'ambiente in cui si trova il soggetto.
Questo significa che le persone con questo tipo di disturbo avvertono il pericolo dove in realtà non esiste o comunque lo sopravvalutano rispetto alla media della popolazione.
Da un punto di vista neuropsicologico, una lesione circoscritta alla corteccia cingolare anteriore provoca un deficit nella capacità di inibire risposte apprese in precedenza e nella capacità di controllare l'effetto interferenza in presenza di stimoli distraenti. Per esempio il paziente ottiene un punteggio significativamente più basso nel test di Stroop, rispetto ai soggetti normodotati.
Pare che l'ACC sia anche la sede del dolore da esclusione sociale, una particolare forma di esclusione tipica degli animali influenzabili particolarmente da connotati edonici e narcisistici come l'essere umano. Questo dolore psichico è percepito molto bene, con sintomatologia forte e definita, al pari di altri dolori di origine fisica. Una possibile variante del dolore da esclusione sociale è quello "lancinante" derivante da abbandono sentimentale (o sindrome da abbandono) causa di molti efferati delitti.